# Funcionários

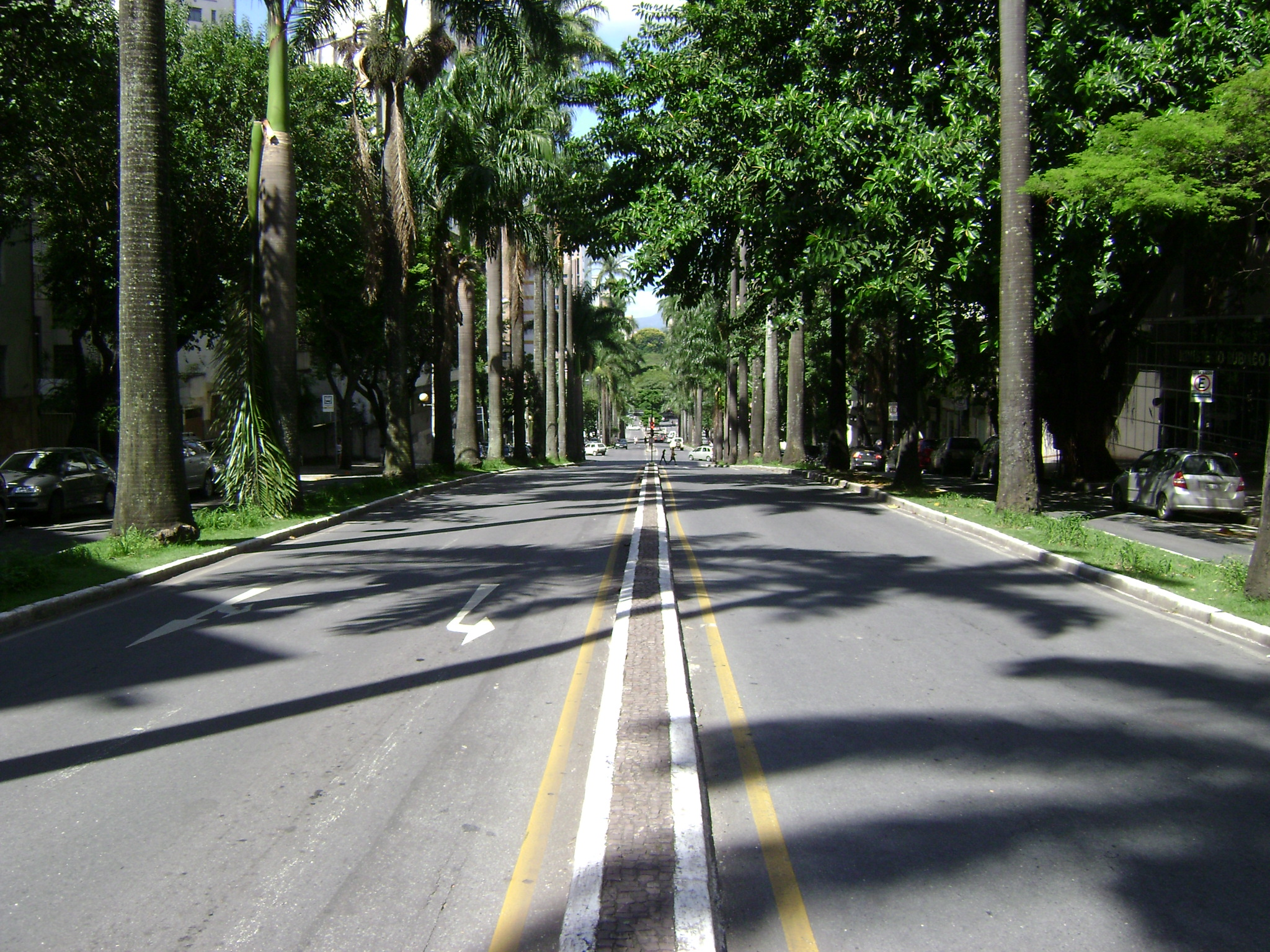
Avenida Brasil, nel quartiere di Funcionários.

Funcionários è un antico quartiere di Belo Horizonte. Esso fu previsto dal progetto di fondazione della città, stilato da Aarão Reis, come area urbana riservata ai funzionari pubblici (da cui il nome) che si sarebbero stabiliti per lavoro nella nuova capitale.
Le abitazioni loro destinate, di stile eclettico, erano diverse per dimensioni, tipologia e lusso a seconda del prestigio della carica dei residenti. Oggi vengono a poco a poco demolite o aggregate agli edifici in costruzione, in genere di natura residenziale.
Gli abitanti del luogo confondono ancora Funcionários con il quartiere di Savassi, nato intorno all'omonima panetteria italiana in Praça Diogo de Vasconcelos. I due quartieri sono stati però separati ufficialmente all'inizio del 2006.

## Vie principali
- Avenida Brasil
- Avenida do Contorno
- Avenida Cristóvão Colombo
- Avenida Getúlio Vargas
- Avenida Afonso Pena.

## Luoghi di interesse
- Scuola d'Architettura dell'Università Federale di Minas Gerais, al confine con Savassi
- Colégio Arnaldo, di fronte al quale si tengono la Feira Tom Jobim (sabato) e Feira das Flores (venerdì)
- Praça do ABC e Praça Tiradentes
- Borsa valori Minas-Espírito Santo-Brasilia (BOVMESB).